# Habonde Corona
L'Habonde Corona è una struttura geologica della superficie di Venere.